# Bain & Company
Bain & Company — міжнародна консалтингова компанія, що спеціалізується на менеджмент-консалтингу. Разом із McKinsey & Company та BCG входить до так званої "Великої трійки". Заснована в 1973 у Сполучених Штатах Америки колишнім віце-президентом Boston Consulting Group Біллом Бейном і ще шістьма партнерами. Має 42 офіси в 27 країнах, де працює більше 3500 консультантів .

## Виноски
1. ↑  Офіційний сайт компанії. Архів оригіналу за 19 жовтень 2010. Процитовано 17 жовтень 2010.